# Harréville-les-Chanteurs
 Harréville-les-Chanteurs  es una población y comuna francesa, en la región de Champaña-Ardenas, departamento de Alto Marne, en el distrito de Chaumont y cantón de Bourmont.

## Demografía
| 345 | 339 | 289 | 333 | 286 | 303 |
| Para los censos de 1962 a 1999 la población legal corresponde a la población sin duplicidades (Fuente: INSEE [Consultar]) |     |     |     |     |     |